# Volkovce
Volkovce (Hongaars: Valkóc) is een Slowaakse gemeente in de regio Nitra, en maakt deel uit van het district Zlaté Moravce.
Volkovce telt 1.048 inwoners.